# Harveya purpurea
Harveya purpurea är en snyltrotsväxtart. Harveya purpurea ingår i släktet Harveya och familjen snyltrotsväxter.

## Underarter
Arten delas in i följande underarter:
- H. p. euryantha
- H. p. purpurea
- H. p. sulphurea